# Desmopachria paradoxa
Desmopachria paradoxa är en skalbaggsart som beskrevs av Zimmermann 1923. Desmopachria paradoxa ingår i släktet Desmopachria och familjen dykare. Inga underarter finns listade i Catalogue of Life.